# Inger Edelfeldt
Inger Edelfeldt est une auteure et traductrice suédoise née en 1956 à Stockholm, qui a aussi illustré plusieurs livres.

## Biographie
Elle travaille comme artiste à partir de 1976. Son premier roman, Duktig pojke (sv) (« Bon garçon », un roman sur l'homosexualité masculine dans les années 1970) paraît en 1977. Elle a écrit une vingtaine d'œuvres depuis, la plupart des romans, mais aussi des recueils de nouvelles, livres de poésie et livres pour enfants. En 1985, elle réalise les illustrations à l'aquarelle d'un calendrier J. R. R. Tolkien vendu aux États-Unis et au Royaume-Uni.

## Récompenses
Elle reçoit le Deutscher Jugendliteraturpreis (le « Prix allemand de littérature jeunesse ») en 1987, le diplôme Adamson pour sa contribution à la bande dessinée suédoise en 1989, le prix Nils Holgersson en 1995, et la bourse Gustaf Fröding (sv) en 1999–2001.
En 1995 est diffusée la série télévisée Nattens barn (sv), inspirée de son roman Juliane och jag.